# L'Affaire Pélican (film)
Pour les articles homonymes, voir L'Affaire Pélican.
Pour plus de détails, voir Fiche technique et Distribution.
L’Affaire Pélican (The Pelican Brief) est un film politique américain  sorti en 1993, adapté du roman éponyme de John Grisham paru en 1992. Ce film est réalisé par Alan J. Pakula.

## Synopsis
Deux juges de la Cour suprême des États-Unis sont assassinés. Thomas Callahan, professeur de droit à La Nouvelle-Orléans et  Darby Shaw (Julia Roberts), une de ses étudiantes et également sa maîtresse, s’intéressent à l’affaire et constituent un dossier, l'affaire Pélican, réunissant toutes les pièces et leurs théories. Thomas Callahan transmet le dossier à l’un de ses amis du FBI. Le dossier remonte dans les différentes instances fédérales, jusqu’au bureau du président des États-Unis. Thomas est assassiné et la vie de Darby est visiblement menacée. Elle contacte un journaliste du Washington Herald, Gray Grantham (Denzel Washington) qui enquête également sur le meurtre des magistrats afin de dévoiler l’affaire.

## Fiche technique
- Titre : L’Affaire Pélican
- Titre original : The Pelican Brief
- Réalisation : Alan J. Pakula
- Scénario : Alan J. Pakula, d’après le roman policier L'Affaire Pélican de John Grisham
- Directeur de la photographie : Stephen Goldblatt
- Montage : Tom Rolf et Trudy Ship (de)
- Musique : James Horner
- Production : Pieter Jan Brugge, Alan J. Pakula pour Warner Bros.
- Pays d’origine :  États-Unis
- Langue : anglais
- Genre : thriller
- Format image : 2.35
- Durée : 141 minutes
- Budget : 45 000 000 USD[2]
- Dates de sortie :
  - États-Unis : 17 décembre 1993
  - Québec : 17 décembre 1993
  - France : 16 mars 1994
  - Suisse : 19 mars 1994
- Classification :
  - États-Unis : PG-13, accord parental recommandé, film déconseillé aux moins de 13 ans[3].

## Distribution
- Julia Roberts  (V. F. : Anne Rondeleux ; V. Q. : Claudie Verdant) : Darby Shaw
- Denzel Washington  (V. F. : Emmanuel Jacomy ; V. Q. : Jean-Luc Montminy) : Gray Grantham
- Sam Shepard  (V. F. : Hervé Bellon ; V. Q. : Jean-Marie Moncelet) : Thomas Callahan
- John Heard  (V. F. : Edgar Givry ; V. Q. : Benoît Rousseau) : Gavin Verheek
- Tony Goldwyn (V. F. : Éric Legrand ; V. Q. : Daniel Picard) : Fletcher Coal
- William Atherton (VQ : Éric Gaudry) : Bob Gminski
- Stanley Tucci  (V. F. : Vincent Violette ; V. Q. : Stéphane Rivard) : Khamel « Sam »
- James Sikking  (V. F. : Georges Claisse ; VQ : Claude Préfontaine) : Denton Voyles
- Robert Culp  (V. F. : André Falcon ; VQ : Aubert Pallascio) : le président
- Cynthia Nixon  (V. F. : Claire Guyot ; VQ : Natalie Hamel-Roy) : Alice Stark
- Hume Cronyn  (V.F. : Jean Michaud ; (VQ : Yves Massicotte)) : le juge Rosenberg
- John Lithgow  (V. F. : Patrick Préjean ; V. Q. : Luis de Cespedes) : Smith Keen
- Jake Weber  (V. F. : Jean-Philippe Puymartin ; V. Q. : Gilbert Lachance) : Curtis Morgan (alias « Garcia »)

## Production

### Tournage
Le tournage a eu lieu du 22 mai au 20 juillet 1993 à La Nouvelle-Orléans, dans le Maryland et à Washington.
La scène où Julia Roberts et Sam Shepard conversent dans une salle de classe a été tournée dans une véritable salle de classe de l’université Tulane de La Nouvelle-Orléans, qui a aujourd’hui déménagé.

## Accueil

### Accueil critique
Aux États-Unis, le film reçoit globalement des critiques mitigées. Sur l'agrégateur américain Rotten Tomatoes, il obtient 53 % d'avis favorables pour 53 critiques de professionnels et une note moyenne de 5,54⁄10. Sur Metacritic, il décroche une moyenne de 50 sur 100 établie sur 14 critiques. Du côté des spectateurs, ceux interrogés sur CinemaScore ont attribué au film une note moyenne de « B+ » sur une échelle de A + à F.

### Box-office
Lors de son exploitation, le film a rapporté 187 995 859 USD au box-office mondial pour un budget estimé à 45 millions d'USD. L'affaire Pélican a réalisé, sur le sol français, 1 297 062 entrées pour une combinaison maximum de 240 salles.
| Pays ou région    | Box-office        | Date d'arrêt du box-office | Nombre de semaines |
| ----------------- | ----------------- | -------------------------- | ------------------ |
| États-Unis Canada | 100 768 056 USD   | 14 avril 1994              | 17                 |
| France            | 1 297 062 entrées | 26 avril 1994              | 6                  |
| Total mondial     | 187 995 859 USD   | -                          | -                  |

## Autour du film
- Les droits du livre de John Grisham ont été achetés avant même sa sortie, l’auteur en ayant écrit un échantillon qui a aussitôt intéressé les producteurs de la Warner.
- F. Denton Voyles est le chef du FBI dans tous les livres de Grisham où cette organisation joue un rôle.
- Denton Voyles apparaît également dans le film La Firme (1993), une autre adaptation d’un roman de John Grisham.
- Victor Mattiece, le méchant qui planifie tous les assassinats et est à la tête du complot, n’apparaît pas en personne dans le film, au contraire du roman. Il est rapidement présenté sur une coupure de presse où on le voit riant avec le président américain.